# Seznam moldavskih tenisačev
Seznam moldavskih tenisačev.

## A
- Radu Albot

## B
- Ilie Babinciuc
- Roman Borvanov

## C
- Andrei Ciumac
- Alexander Cozbinov

## D
- Anastasia Dețiuc
- Maxim Dubarenco

## G
- Andrei Gorban

## H
- Julia Helbet

## K
- Svetlana Komleva

## P
- Alexandra Perper

## S
- Adriana Sosnovschi
- Vitalia Stamat

## T
- Roman Tudoreanu

## V
- Anastasia Vdovenco

## Z
- Aliona Bolsova Zadoinov